# Полотай, Николай Сидорович
Николай Исидорович (Сидорович) Полотай (31 декабря 1909, Севастополь, Таврическая губерния — 15 февраля 1987, Ялта, Крымская область) — советский поэт. Член Союза писателей УССР (1957).

## Биография
Родился 31 декабря 1909 года в Севастополе в семье рабочего. Трудовую деятельность начал с 17 лет: был землекопом, грузчиком, слесарем, шофёром. Учился в украинской школе имени Тараса Шевченко, Севастопольском промышленно-экономическом техникуме. В 1933—1937 годах — сотрудник газеты «Крымский комсомолец». 16 марта 1937 года арестован и обвинён в участии в «антисоветской право-троцкистской организации». 2 ноября 1938 года приговорён по статьям 58-8, 10, 11 УК РСФСР к 10 годам лишения свободы с конфискацией имущества. 4 июля 1956 оправдан.
В 1947—1955 годах жил и работал в Кутаиси: контролёр, мастер, начальник лаборатории завода «Горняк». В 1955 году вернулся в Крым.
Как поэт дебютировал в 1933 году сборником стихов «Конкретные предложения». С 1949 года печатался во многих сатирических сборниках, в газетах и журналах. Автор сборников басен, фельетонов и юморесок, лирической прозы.
Умер 15 февраля 1987 года.